# Amicus curiae
Amicus curiae (v překladu přítel soudu, v množném čísle amici curiae) je institut angloamerického právního systému, který označuje osobu, která není stranou sporu, ale dobrovolně nabídne soudu informaci o svém právním nebo jiném pohledu na projednávaný případ. Obvyklou formou je zpráva nazvaná amicus curiae brief (amici curiae brief), odborná publikace na téma související s případem nebo přímé svědectví nevyžádané žádnou ze stran sporu. Rozhodnutí, zda přijmout takovou informaci, leží na úvaze soudu.

## Historie
Institut amicus curiae pochází z římského práva. Od 9. století byl převzat britským právem a rozšířil se formou zvykového práva i do dalších soudních systémů, stal se také například součástí občanského procesního práva v Argentině. V moderní době se stal i součástí mezinárodního práva, zejména ve vztahu k ochraně lidských práv – používá jej Evropský soud pro lidská práva, Interamerická komise pro lidská práva a Interamerický soud pro lidská práva.

## Popis
Soudce Cyril Barnet Salmon popsal roli „amicus curiae“ v případu Allen v Sir Alfred McAlpine & Sons Ltd [1968] 2 QB 229 at p. 266 F-G takto: „Vždycky jsem chápal roli amici curiae tak, že má pomáhat soudu k nezaujatému výkladu práva nebo rozvíjet právní argumenty ve prospěch některé strany, pokud by je sama neuvedla“.
Nejčastěji bývá v médiích zaznamenána situace, že některá zájmová skupina podává odvolacímu soudu zprávu k případu, v němž by rozhodnutí soudu mohlo mít širší dopad než jen na strany sporu. Kontroverzní kauzy zpravidla přitahují více zájemců, kteří nabízejí svoji zprávu z pozice „přátel soudu“.

## Příklady kauz
Amicus curiae je v angloamerickém světě běžným právním institutem. V českém prostředí bývá zmiňován vzácněji, je-li referováno o zahraničních nebo mezinárodních kauzách.
Česká republika například 1. října 2004 prostřednictvím svého velvyslanectví předložila soudu v New Jersey své stanovisko jako amicus curiae ve věci skupinové žaloby proti firmě Wal-Mart, která vykořisťovala zahraniční úklidové pracovníky. Česká republika zdůraznila, že neschvaluje, nepovzbuzuje ani nepodporuje ilegální imigraci nebo ilegální práci ve Spojených státech, ale že bude případ pečlivě sledovat a že je v zájmu všech stran, aby bylo řádně prozkoumáno a zváženo, zda a v jakém rozsahu se obžalovaná strana dopustila údajných porušení zákonů Spojených států a mezinárodních standardů lidských práv.
V dubnu 2008 zaslalo Evropskému soudnímu dvoru na podporu irského podání, k němuž se připojilo Slovensko, 40 organizací z 11 členských států Evropské unie zprávu amici curiae, v němž konstatují a judikaturou Evropského soudu pro lidská práva zdůvodňují rozpor směrnice o uchovávání údajů (data retention directive), tedy směrnice o plošném sledování elektronické komunikace všech Evropanů, s čl. 8 odst. 1, čl. 10 Evropské úmluvy (svoboda projevu) a čl. 1 Prvního protokolu k Úmluvě (ochrana majetku).
Množství amerických odborných organizací psychologů, psychiatrů a sociálních pracovníků se také touto formou angažovalo u amerických soudů v případech týkajících se homosexuality.
V českém právu není institut amicus curiae výslovně upraven, je však občas využíván v řízení před Ústavním soudem, zejména ve společensky sledovaných věcech. Jako amici curiae vystupují jak zájmové spolky, tak i úřady a orgány veřejné moci (např. veřejný ochránce práv nebo Rada vlády ČR pro lidská práva). V září 2018 zaslal prezident Miloš Zeman Ústavnímu soudu nevyžádanou intervenci v kauze H-System na podporu stížnosti družstva Svatopluk, ve které uvedl své argumenty proti rozhodnutí Nejvyššího soudu v této kauze.